# Promethazin
Promethazin ist ein Wirkstoff aus der Gruppe der Phenothiazine, der im Gegensatz zu anderen Substanzen dieser Stoffklasse nicht mehr als Antipsychotikum eingesetzt wird. Es findet stattdessen als Beruhigungsmittel (Sedativum) sowie, bei besonderen Indikationen, als Antihistaminikum und Antiemetikum Anwendung. Promethazin ist von den gleichen Forschern entwickelt worden, die kurze Zeit später das erste Neuroleptikum (Chlorpromazin) synthetisiert haben.

## Wirkungsweise
Der Botenstoff Histamin reguliert diverse Funktionen im Gehirn, darunter die Erregbarkeit des Gehirns; die Rolle von Histamin ist dabei so entscheidend, dass Arzneimittel, die die Verfügbarkeit von Histamin im Gehirn erhöhen, wie das Narkolepsiemedikament Pitolisant, durch eine negative Rückkopplungsschleife über einen Antagonismus am Histamin-H3 Rezeptor die Verfügbarkeit von Histamin im synaptischen Spalt und somit die Wachheit fördern. Promethazin besetzt die Histamin-Bindungsstellen im Gehirn, im Besonderen Histamin-H1-Rezeptoren. Durch den Antagonismus am Histamin-H1 Rezeptor wirkt es stark beruhigend und schlaffördernd. Darüber hinaus bindet Promethazin auch an den muskarinischen Acetylcholinrezeptor sowie an die Rezeptoren für 5-HT2A, 5-HT2C, Dopamin-D2, den NMDA-Glutamatrezeptor und den α1-Adrenorezeptor. Promethazin ist zudem ein potentes Antioxidans und steigert die Glutamataufnahme in Gliazellen des Gehirns. Menschen, die auf Pipamperon und Melperon paradoxe Effekte und Erregungszustände zeigen, weisen diese häufig bei Promethazin nicht auf. Der Grund dafür ist, dass diese Medikamente unterschiedliche Wirkmechanismen besitzen. Im Gegensatz zu Pipamperon und Melperon wirkt Promethazin an den Histamin H1 - und NMDA-Rezeptoren. Der komplette Wirkmechanismus ist noch nicht geklärt, es wird aber eine indirekte Beeinflussung des Botenstoffs GABA und der Substanz P spekuliert. Es gibt Anzeichen dafür, dass Promethazin die Toleranz gegenüber Opiaten und Opioiden umkehrt, stoppt oder verlangsamt.
Die neuroleptische Potenz von Promethazin wird in der Literatur mit 0,5 angegeben. Es gilt somit als niederpotentes Neuroleptikum mit primär sedierender Wirkung. Zur Behandlung allergischer Symptome wird Promethazin in Deutschland nur in Ausnahmefällen eingesetzt, wenn eine gleichzeitige Sedierung des Patienten erwünscht ist („Psychoantiallergikum“).
Promethazin wirkt zudem als FIASMA (funktioneller Hemmer der sauren Sphingomyelinase).

## Pharmakokinetik
Promethazin wird schnell und nahezu vollständig aus dem Darmlumen resorbiert, unterliegt jedoch einem stark ausgeprägten First-Pass-Effekt (Verstoffwechselung bei erster Leberpassage direkt nach der Aufnahme ins Blut), was eine geringe Bioverfügbarkeit zur Folge hat. Die maximalen Blutplasma-Konzentrationen werden 1,5 bis 3 Stunden nach Applikation gemessen, die Plasmahalbwertszeit beträgt 10 bis 12 Stunden. Die Metabolisierung (Abbau) erfolgt über CYP2D6, ein Enzym aus der Cytochrom-P450-Gruppe. Die Metaboliten (Abbauprodukte) sind pharmakologisch inaktiv, haben also keine eigenen Wirkungen.
| Rezeptor                                                 | Ki (nM)  | Referenz                                            |
| -------------------------------------------------------- | -------- | --------------------------------------------------- |
| α1A-Adrenozeptor (Ratte)                                 | 32       | DrugMatrix In-vitro-Pharmakologie                   |
| α1B-Adrenozeptor (Ratte)                                 | 21       | DrugMatrix In-vitro-Pharmakologie                   |
| α1D-Adrenozeptor (Mensch)                                | 90       | DrugMatrix In-vitro-Pharmakologie                   |
| α2A-Adrenozeptor (Mensch)                                | 256      | DrugMatrix In-vitro-Pharmakologie                   |
| α2B-Adrenozeptor (Mensch)                                | 24       | DrugMatrix In-vitro-Pharmakologie                   |
| α2C-Adrenozeptor (Mensch)                                | 353      | DrugMatrix In-vitro-Pharmakologie                   |
| Calmodulin (Mensch)                                      | 60000    | Eur J Med Chem (2016) 116: 36-45 [PMID 27043269]    |
| Calmodulin (Rind)                                        | 50000    | Eur J Med Chem (2016) 116: 36-45 [PMID 27043269]    |
| Chloroquin-Resistenz-Transporter (Plasmodium falciparum) | 85000    | ACS Med Chem Lett (2014) 5: 576-581 [PMID 24900883] |
| D1-Rezeptor (Mensch)                                     | 1372     | DrugMatrix In-vitro-Pharmakologie                   |
| D2-Rezeptor (Mensch)                                     | 260      | DrugMatrix In-vitro-Pharmakologie                   |
| D3-Rezeptor (Mensch)                                     | 190      | DrugMatrix In-vitro-Pharmakologie                   |
| H1-Rezeptor (Mensch)                                     | 0,33-1,4 | DrugMatrix In-vitro-Pharmakologie                   |
| H2-Rezeptor (Mensch)                                     | 1146     | DrugMatrix In-vitro-Pharmakologie                   |
| M1-Rezeptor (Mensch)                                     | 3.32     | DrugMatrix In-vitro-Pharmakologie                   |
| M2-Rezeptor (Mensch)                                     | 12       | DrugMatrix In-vitro-Pharmakologie                   |
| M3-Rezeptor (Mensch)                                     | 4,15     | DrugMatrix In-vitro-Pharmakologie                   |
| M4-Rezeptor (Mensch)                                     | 1,06     | DrugMatrix In-vitro-Pharmakologie                   |
| M5-Rezeptor (Mensch)                                     | 3,31     | DrugMatrix In-vitro-Pharmakologie                   |
| NET (Mensch)                                             | 4203     | DrugMatrix In-vitro-Pharmakologie                   |
| Prion-Protein (Mensch)                                   | 8000     | J Med Chem (2003) 46: 3563-3564 [PMID 12904059]     |
| 5-HT1A-Rezeptor (Ratte)                                  | 1484     | DrugMatrix In-vitro-Pharmakologie                   |
| 5-HT2A-Rezeptor (Mensch)                                 | 19       | DrugMatrix In-vitro-Pharmakologie                   |
| 5-HT2B-Rezeptor (Mensch)                                 | 43       | DrugMatrix In-vitro-Pharmakologie                   |
| 5-HT2C-Rezeptor (Mensch)                                 | 6,48     | DrugMatrix In-vitro-Pharmakologie                   |
| 5-HT6-Rezeptor (Mensch)                                  | 1128     | DrugMatrix In-vitro-Pharmakologie                   |
| SERT (Serotonin-Transporter) (Mensch)                    | 2130     | DrugMatrix In-vitro-Pharmakologie                   |
| Sigma1-Rezeptor (Mensch)                                 | 120      | DrugMatrix In-vitro-Pharmakologie                   |
| OCT1 (Mensch)                                            | 35100    | J Med Chem (2008) 51: 5932-5942 [PMID 18788725]     |

## Anwendungsgebiete
- Unruhe- und Erregungszustände im Rahmen psychiatrischer Grunderkrankungen, mit einer Tageshöchstdosis von 100 mg, bzw. 200 mg bei besonders schwerer Unruhe.[30]
- Akute allergische Reaktionen vom Soforttyp, wenn gleichzeitig eine Sedierung angezeigt ist (intravenöse Anwendung).
- Übelkeit und Erbrechen[6] (oral, wenn therapeutische Alternativen nicht durchführbar sind oder nicht erfolgreich waren).
- Angst vor Operationen (in Deutschland nicht für diese Indikation zugelassen).[31]
- Schlafstörungen bei Erwachsenen (oral, wenn therapeutische Alternativen nicht durchführbar sind oder nicht erfolgreich waren).

Eine klinische Studie zeigte, dass die Schlafzeit bei Freiwilligen, die normalerweise schlecht schlafen, nach der Einnahme von 20 mg oder 40 mg Promethazin um fast eine Stunde verlängert wurde. Darüber hinaus wurde festgestellt, dass die Anzahl der Schlafunterbrechungen reduziert wurde. Die größere Dosis reduzierte auch den Prozentsatz des Schlafes, der als REM-Schlaf verbracht wurde. Insgesamt wurde der Schlaf durch beide Dosen von Promethazin subjektiv verbessert, was darauf hindeutet, dass es ein wirksames Schlafmittel sein kann.

## Unerwünschte Wirkungen
Mögliche Nebenwirkungen sind je nach Häufigkeit aufgelistet:
Sehr häufig können Müdigkeit bis hin zur Sedierung, Mundtrockenheit, Eindickung von Schleim mit Störungen der Speichelsekretion, orthostatische Kreislaufprobleme und paradoxer Blutdruckabfall auftreten.
Nebenwirkungen mit unbekannter Häufigkeit umfassen ein Gefühl einer verstopften Nase, erhöhten Augeninnendruck, Akkommodationsstörungen des Auges, Schwitzen, vermehrtes Durstgefühl, Gewichtszunahme, vorübergehende Störungen beim Harnlassen, Verstopfung, sexuelle Dysfunktionen, Verlängerung des QT-Intervalls im EKG, Erregungsleitungsstörungen am Herzen, und Herzrhythmusstörungen. Insbesondere können Torsades de Pointes sehr selten auftreten und erfordern einen sofortigen Behandlungsabbruch. Eine Verschlechterung von bestehenden Atemstörungen, Leukopenie, Gallenstauung, Temperaturerhöhung, Lichtempfindlichkeit der Haut bis hin zu schweren Hautreaktionen, allergische Hautreaktionen, Galaktorrhoe, Porphyrie, Schlafstörungen, Verwirrtheitszustände, allgemeine Unruhe, Atemstörungen, Agranulozytose und Thrombosen sind ebenfalls mögliche Nebenwirkungen.
In seltenen Fällen und bei Überdosierung können Halluzinationen, Verwirrung und starke Einschränkungen der Motorik, einschließlich Restless-Legs-Syndrom, auftreten. Weitere seltene Nebenwirkungen sind das maligne Neuroleptika-Syndrom, Frühdyskinesien, das durch Arzneimittel induzierte Parkinson-Syndrom, Spätdyskinesien, Einlagerungen oder Pigmentierungen in Hornhaut und Linse sowie paradoxe Erregungszustände mit Zittern, Reizbarkeit, Schlaflosigkeit und Verstimmungen. Eine erhöhte Photosensibilität kann ebenfalls auftreten, ebenso wie vegetative Störungen und negative Auswirkungen auf die Libido und sexuelles Verlangen. Eine Behinderung der Nasenatmung ist möglich.

## Wechselwirkungen
Zu den Medikamenten, die die Nebenwirkungen von Promethazin verstärken können, gehören Arzneimittel mit zentral dämpfender Wirkung wie Schlaf- und Beruhigungsmittel, Schmerzmittel, andere Psychopharmaka und bestimmte Mittel gegen Allergien. Diese Medikamente können die sedierende Wirkung von Promethazin verstärken und zu einer erhöhten Schläfrigkeit führen.
Des Weiteren können anticholinerge Arzneimittel, die zur Behandlung von Erkrankungen wie Depressionen oder Atropin eingesetzt werden, die Nebenwirkungen von Promethazin verstärken. Diese Wechselwirkung kann zu einem erhöhten Risiko von Nebenwirkungen wie Mundtrockenheit, Sehstörungen, Verstopfung und Harnretention führen.
MAO-Hemmstoffe, eine Gruppe von Medikamenten, die zur Behandlung von Depressionen eingesetzt werden, können ebenfalls die Wirkung von Promethazin verstärken. Es besteht ein erhöhtes Risiko für Blutdruckabfälle, die zu Schwindel und Benommenheit führen können.
Die gleichzeitige Anwendung von Promethazin mit blutdrucksenkenden Medikamenten kann zu einem zusätzlichen Blutdruckabfall führen. Daher ist Vorsicht geboten, um niedrigen Blutdruck und die damit verbundenen Symptome wie Schwindel zu vermeiden.
Einige Antiepileptika können die Wirksamkeit von Promethazin beeinträchtigen oder dessen Nebenwirkungen verstärken. Es ist wichtig, diese Wechselwirkung mit dem behandelnden Arzt zu besprechen, um die richtige Dosierung und Überwachung sicherzustellen.
Medikamente, die das QT-Intervall im Elektrokardiogramm (EKG) verlängern können, sollten ebenfalls mit Vorsicht verwendet werden, wenn sie gleichzeitig mit Promethazin eingenommen werden. Eine Verlängerung des QT-Intervalls kann zu schwerwiegenden Herzrhythmusstörungen führen.
Bestimmte Antibiotika wie Erythromycin, die zur Behandlung von Infektionen eingesetzt werden, können die Wirkung von Promethazin verstärken. Es ist wichtig, diese Kombination mit einem Arzt zu besprechen, um unerwünschte Reaktionen zu vermeiden.
Mittel zur Behandlung von Malaria sowie Medikamente, die den Kaliumspiegel im Körper senken, können die Nebenwirkungen von Promethazin verstärken.

## Geschichte
Forscher bei Rhône-Poulenc in Frankreich entdeckten, dass Promethazin, eine Verbindung aus der Gruppe der Aminoalkylphenothiazine, stärkere beruhigende Eigenschaften als andere Antihistaminika aufwies. Im Jahr 1949 führte Henri Laborit, ein Anästhesist und Chirurg der französischen Marine, der verschiedene synthetische Antihistaminika untersucht hatte, Experimente durch, um die Wirkungssteigerung von Anästhetika zur Verringerung der durch chirurgischen Schock verursachten Krankheitslast und Sterblichkeit zu erreichen. Dabei testete er Promethazin und stellte fest, dass die Verabreichung eines „lytischen Cocktails“ (eine Kombination aus Betäubungsmittel, Beruhigungsmittel und Hypnotikum) erfolgreich war, um eine „künstliche Hibernation“ herbeizuführen und die Angst des Patienten zu reduzieren. Diese Entdeckung motivierte die Forscher bei Rhône-Poulenc dazu, nach Phenothiazin-Derivaten mit ähnlichen Effekten zu suchen.

## Darreichungsformen
Promethazin liegt in Form von Tabletten, Tropfen zum Einnehmen sowie ferner als Injektionslösung, und außerhalb Deutschlands teils auch als Analzäpfchen vor.
In der Schweiz wurde das als Antihistaminikum gebrauchte Phenergan mit dem Wirkstoff Promethazin am 31. Januar 2009 vom Markt genommen, während Phenergan u. a. in Frankreich weiterhin vertrieben wird. Dies geschah gemäß offizieller Information von Sanofi-Aventis in Absprache mit Swissmedic.
In Spanien ist Promethazin als wirksamer Bestandteil einer topischen Salbe (Handelsname: Fenergán) zur Behandlung von Insektenstichen von blutsaugenden Insekten zugelassen.
Bayer (Leverkusen) vermarktete sowohl eine Atosil-Salbe als auch einen Atosil-Sirup unter anderem gegen Juckreiz.
Unter dem Handelsnamen Reactifargan ist eine 2%ige Salbe zur Behandlung von Insektenstichen, Hautreizungen und Sonnenbränden auch in Italien rezeptfrei erhältlich.
In Schweden ist Promethazin als Lergigan, sowie als Kombinationspräparat mit Ephedrin und Coffein (Lergigan comp), zur Behandlung von Angststörungen, Schlafstörungen, Kinetosen, postoperativer Übelkeit und Erbrechen, Morbus Menière und Allergien zugelassen.

## Synthese
Die Synthese erfolgt durch eine nucleophile Substitution ausgehend von Phenothiazin und (RS)-2-Chlor-N,N-dimethyl-1-propylamin in Gegenwart von Natriumamid.
Bei dieser Synthese entsteht der Arzneistoff als Racemat.

## Stereoisomerie
Promethazin ist chiral und enthält ein Stereozentrum, es gibt also zwei Enantiomere, die (R)-Form und die (S)-Form. Die Handelspräparate enthalten den Arzneistoff als Racemat (1:1-Gemisch der Enantiomere).

## Handelsnamen
Monopräparate

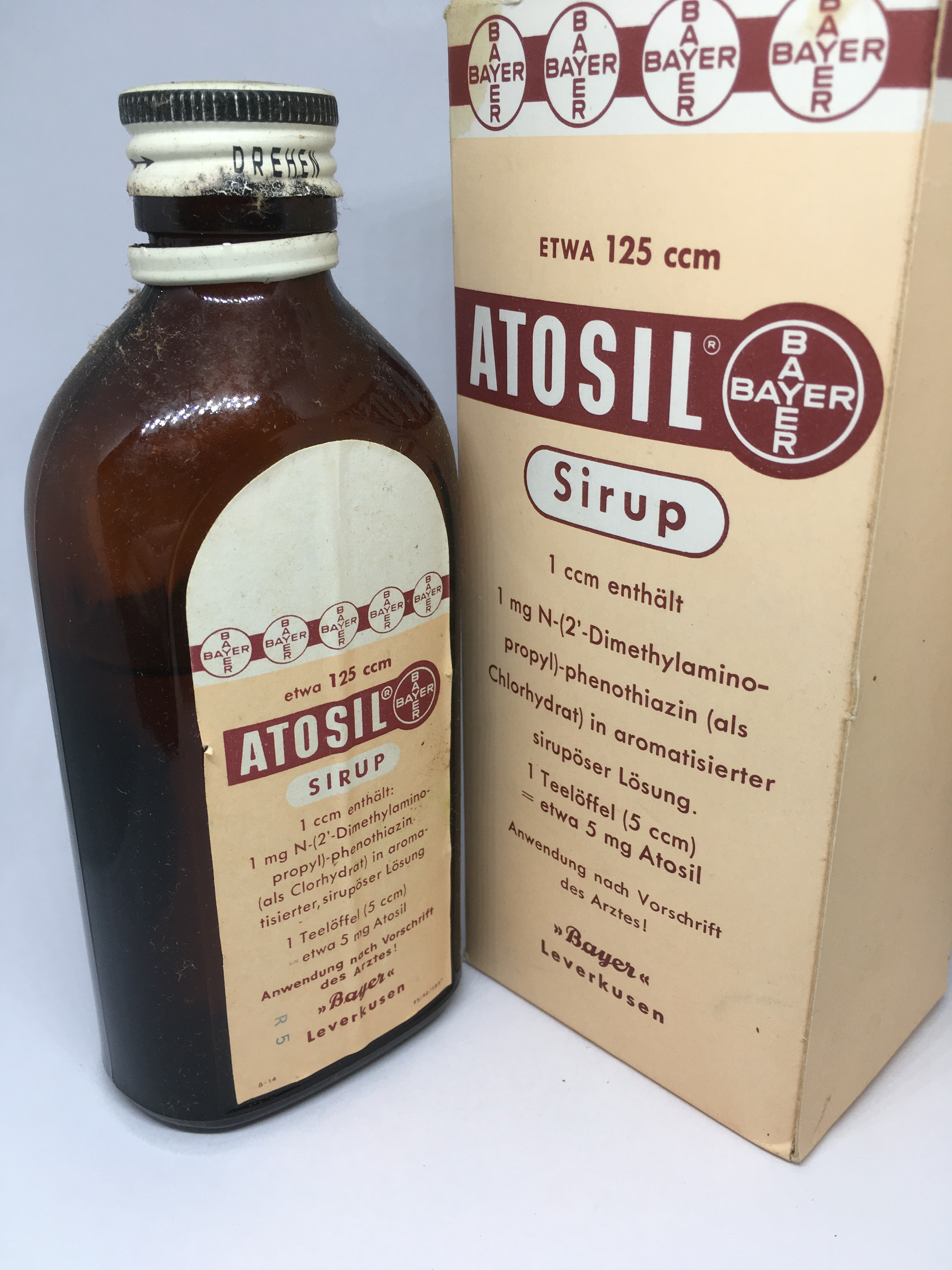
Atosil Sirup mit Promethazin von Bayer.

Atosil (D), Phenergan (USA), Closin [nicht mehr verfügbar] (D), Farganesse (I), Proneurin (D), Prothazin (D), Promethazin-neuraxpharm (D), Allersoothe (NZ)